# Aleksandr Sobolev
Pour les articles homonymes, voir Sobolev.
Aleksandr Sergueïevitch Sobolev (en russe : Александр Сергеевич Соболев), né le 7 mars 1997 à Barnaoul, est un footballeur international russe. Il évolue au poste d'avant-centre au Zénith Saint-Pétersbourg.

## Biographie

### Carrière en club

#### Débuts professionnels et passage au Krylia Sovetov (2016-2019)
Natif de Barnaoul, c'est dans cette même ville qu'il effectue dans un premier temps sa formation au sein de l'équipe locale du Dinamo. Sobolev rejoint par la suite le Tom Tomsk, équipe de première division, lors de l'été 2016 et fait ses débuts professionnels le 5 décembre de la même année en étant titularisé lors d'une rencontre de championnat face au FK Oufa. Il marque son premier but le 10 avril 2017 face au Rubin Kazan, avant de trouver le chemin des filets à deux autres reprises pour terminer la saison sur un bilan de trois buts en treize matchs, tandis que le Tom Tomsk est relégué en deuxième division.

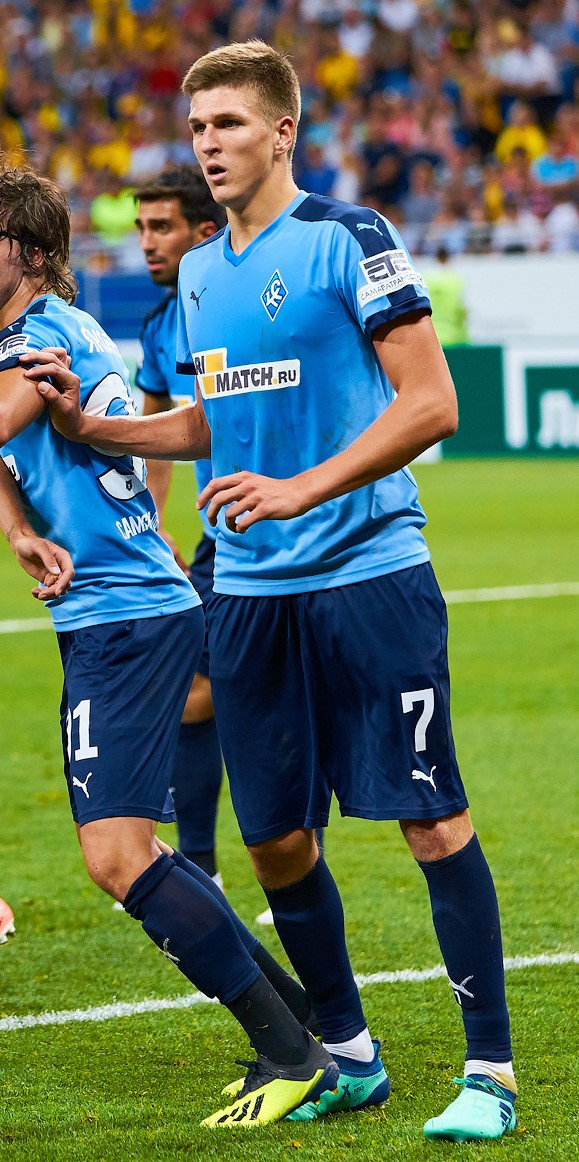
Aleksandr Sobolev avec le Krylia Sovetov Samara en 2018.

Restant au club pour le début de la saison 2017-2018, il se distingue notamment en Coupe de Russie où il est buteur à trois reprises en trois rencontres, avec un doublé face à l'Irtych Omsk et un autre but contre le FK Krasnodar permettant aux siens d'atteindre les huitièmes de finale de la compétition. Il dispute par ailleurs 24 rencontres en championnat, marquant six buts. Ses performances lui valent d'être recruté par le Krylia Sovetov Samara à la fin de l'année 2017, où il signe un contrat de quatre ans. Sous ces nouvelles couleurs, il inscrit huit buts en douze rencontres, incluant un triplé contre le Spartak-2 Moscou, tandis que le Krylia Sovetov termine deuxième du championnat et est promu dans l'élite à l'issue de la saison.
Retrouvant ainsi la première division, Sobolev dispute treize rencontres durant la première moitié de l'exercice 2018-2019, qui le voit marquer un but en championnat et un autre en coupe. Il est par la suite prêté au Ienisseï Krasnoïarsk où il joue dix matchs et est buteur à trois reprises, avec notamment un doublé contre l'Anji Makhatchkala le 3 mai 2019. Cela ne suffit cependant pas à maintenir le club qui termine dernier et relégable en fin de saison.
Il réintègre par la suite l'effectif du Krylia Sovetov pour la saison 2019-2020, inscrivant un doublé lors de la première journée face au CSKA Moscou. Buteur à nouveau lors du match suivant face à l'Arsenal Toula, ses performances lui valent d'être élu meilleur joueur du championnat pour le mois de juillet 2019. 

#### Spartak Moscou (depuis 2020)
Sobolev ne termine finalement pas la saison à Samara, étant prêté avec option d'achat au Spartak Moscou lors de la trêve hivernale. Ne pouvant jouer que quatre matchs pour le club en raison de l'interruption rapide du championnat liée à la pandémie de Covid-19 en Russie, il se démarque malgré tout en délivrant trois passes décisives durant cette période et est recruté définitivement au mois de mai 2020. Il marque finalement son premier but sous les couleurs moscovites lors de la reprise du championnat le 20 juin 2020 face à l'Arsenal Toula pour une victoire 3-2. Buteur à nouveau contre l'Akhmat Grozny lors de l'avant-dernière journée, Sobolev termine ainsi l'exercice sur un total de 12 buts marqués en 29 matchs de championnat, faisant de lui le quatrième meilleur buteur de la compétition.
La saison 2020-2021 le voit continuer sur sa lancée avec un total de 14 buts marqués en championnat, incluant quatre doublés contre Krasnodar, Rostov et l'Oural Iekaterinbourg par deux fois, sur 22 matchs joués, Sobolev ayant raté une partie de la fin d'année 2020 sur blessure. Ses performances lui valent notamment d'être élu meilleur joueur du mois de mars 2021 tandis qu'il se classe cinquième meilleur buteur du championnat russe, contribuant ainsi à la deuxième place du Spartak au terme de l'exercice.
L'été 2021 voit Sobolev prendre part à ses premières compétitions européennes, disputant dans un premier temps le troisième tour de qualification de la Ligue des champions, perdu face au Benfica Lisbonne. Il dispute par la suite la phase de groupes de la Ligue Europa où il marque notamment un doublé face à Leicester City le 20 octobre 2021 à l'occasion d'une défaite 3-4.
Le 29 mai 2022, il marque l'un des deux buts de son équipe lors de la finale victorieuse en Coupe de Russie face au Dynamo Moscou.

### Carrière en sélection
À l'issue d'un début de saison 2019-2020 tonitruant avec le Krylia Sovetov Samara (10 buts en 12 matchs de championnat), il est appelé pour la première fois en sélection russe par Stanislav Tchertchessov afin de remplacer Fiodor Smolov forfait en raison d'une blessure à la cheville, survenue lors du match Lokomotiv Moscou – Arsenal Toula (2-1), le 6 octobre 2019.
Le 8 octobre 2020, il connaît sa première sélection avec la Sbornaïa lorsqu'il entre à la mi-temps d'un match amical contre la Suède (défaite 1-2) à la VEB Arena de Moscou,. Il inscrit également son premier but international à cette occasion, réduisant l'écart en faveur des siens lors du temps additionnel de la rencontre.
Retenu pour disputer l'Euro 2020, Sobolev prend part aux deux derniers matchs de la phase de groupes contre la Finlande (victoire 1-0) et le Danemark (défaite 1-4), jouant en tout une trentaine de minutes tandis que la Russie est éliminée à l'issue de cette phase.

## Statistiques
| Saison                | Club                        | Championnat           | Championnat | Championnat | Coupe(s) nationale(s) | Coupe(s) nationale(s) | Supercoupe | Supercoupe | Compétition(s) continentale(s) | Compétition(s) continentale(s) | Compétition(s) continentale(s) | Russie | Russie | Total | Total |
| Saison                | Club                        | Division              | M.          | B.          | M.                    | B.                    | M.         | B.         | Comp.                          | M.                             | B.                             | M.     | B.     | M.    | B.    |
| 2016-2017             | Tom Tomsk                   | D1                    | 13          | 3           | -                     | -                     | -          | -          | -                              | -                              | -                              | -      | -      | 13    | 3     |
| 2017-2018             | Tom Tomsk                   | D2                    | 24          | 6           | 3                     | 3                     | -          | -          | -                              | -                              | -                              | -      | -      | 27    | 9     |
| Sous-total            | Sous-total                  | Sous-total            | 37          | 9           | 3                     | 3                     | -          | -          | -                              | -                              | -                              | -      | -      | 40    | 12    |
| 2017-2018             | Krylia Sovetov Samara       | D2                    | 12          | 8           | 1                     | 1                     | -          | -          | -                              | -                              | -                              | -      | -      | 13    | 9     |
| 2018-2019             | Krylia Sovetov Samara       | D1                    | 12          | 1           | 1                     | 1                     | -          | -          | -                              | -                              | -                              | -      | -      | 13    | 2     |
| 2019-2020             | Krylia Sovetov Samara       | D1                    | 18          | 10          | 1                     | 0                     | -          | -          | -                              | -                              | -                              | -      | -      | 19    | 10    |
| Sous-total            | Sous-total                  | Sous-total            | 42          | 19          | 3                     | 2                     | -          | -          | -                              | -                              | -                              | -      | -      | 45    | 21    |
| 2018-2019             | Ienisseï Krasnoïarsk (prêt) | D1                    | 10          | 3           | -                     | -                     | -          | -          | -                              | -                              | -                              | -      | -      | 10    | 3     |
| Sous-total            | Sous-total                  | Sous-total            | 10          | 3           | -                     | -                     | -          | -          | -                              | -                              | -                              | -      | -      | 10    | 3     |
| 2019-2020             | Spartak Moscou              | D1                    | 11          | 2           | 2                     | 1                     | -          | -          | -                              | -                              | -                              | -      | -      | 13    | 3     |
| 2020-2021             | Spartak Moscou              | D1                    | 22          | 14          | 2                     | 1                     | -          | -          | -                              | -                              | -                              | 8      | 3      | 32    | 18    |
| 2021-2022             | Spartak Moscou              | D1                    | 26          | 9           | 3                     | 2                     | -          | -          | C1+C3                          | 2+5                            | 0+4                            | -      | -      | 36    | 15    |
| 2022-2023             | Spartak Moscou              | D1                    | 26          | 13          | 5                     | 2                     | 1          | 0          | -                              | -                              | -                              | 3      | 1      | 35    | 16    |
| 2023-2024             | Spartak Moscou              | D1                    | 13          | 2           | 3                     | 3                     | -          | -          | -                              | -                              | -                              | 4      | 2      | 20    | 7     |
| Sous-total            | Sous-total                  | Sous-total            | 98          | 40          | 15                    | 9                     | 1          | 0          | -                              | 7                              | 4                              | 15     | 6      | 136   | 59    |
| Total sur la carrière | Total sur la carrière       | Total sur la carrière | 187         | 71          | 21                    | 14                    | 1          | 0          | -                              | 7                              | 4                              | 15     | 6      | 231   | 95    |

## Palmarès

### En club
| Spartak Moscou - Supercoupe de Russie - Vainqueur en 2022 |

### Distinction personnelle
- Meilleur buteur de la coupe de Russie en 2018 (4 buts)